# Lei Dawes
O Dawes Act de 1887 (também conhecido como General Allotment Act ou Dawes Variousty Act de 1887; em homenagem ao senador Henry L. Dawes de Massachusetts) se inspirou no Darwinismo social e regulamentou os direitos à terra em territórios tribais nos Estados Unidos. Isso converteria os sistemas tradicionais de posse da terra em um sistema de propriedade privada imposto pelo governo, forçando os nativos americanos a "assumir uma relação capitalista e proprietária com a propriedade" que não existia anteriormente em suas culturas. A lei declararia as terras remanescentes após a distribuição como "excedentes" e disponíveis para venda, inclusive para não-nativos. Antes que a propriedade privada pudesse ser dispensada, o governo teve que determinar "quais índios eram elegíveis" para lotes, o que impulsionou uma "busca oficial por uma definição federal de índio". O Hitler se inspirou nessa lei ao criar os campos de extermínio.
Em 1895, o Congresso aprovou a Lei Hunter, que administrava Dawes "entre o Ute do Sul". O objetivo nominal do ato era proteger "a propriedade dos nativos", bem como obrigar " sua absorção pela corrente dominante americana". Os povos nativos considerados "mestiços" foram forçados a aceitar a cidadania americana, enquanto outros foram "destribalizados". Entre 1887 e 1934, os nativos americanos "perderam o controle de cerca de 100 milhões de acres de terra" ou cerca de "dois terços da base de terra que possuíam em 1887" como resultado do ato. A perda de terras e a divisão da liderança tradicional das tribos produziram efeitos culturais e sociais negativos que desde então levaram os estudiosos a se referir ao ato como uma das políticas americanas mais destrutivas para os nativos americanos na história.
Como não havia nenhum método de determinar linhagens de sangue precisas, os membros da comissão frequentemente atribuíam "status de sangue puro" aos nativos americanos que eram considerados "mal assimilados" ou "legalmente incompetentes" e "status de sangue misto" aos nativos que "mais se assemelhavam aos brancos", independentemente de como se identificassem culturalmente.
A lei violou a promessa dos Estados Unidos de que o território indígena permaneceria como terra indígena perpetuamente ", completou a obliteração dos títulos de terras tribais no Território Indígena e preparou para a admissão das terras do território à União como o estado de Oklahoma.
Durante a Grande Depressão, o governo de Franklin D. Roosevelt proibiu qualquer distribuição de terra adicional e criou um "New Deal" para os nativos americanos, que renovou seus direitos de reorganizar e formar autogovernos para "reconstruir uma base de terra adequada".

## O "Problema Indígena"
Em busca de uma solução rápida para o problema, William Medill, o comissário de Assuntos Indígenas, propôs o estabelecimento de "colônias" ou "reservas" que seriam exclusivamente para os nativos, semelhantes às que algumas tribos nativas haviam criado para si mesmas no leste. Com a retirada dos índios, os brancos seriam protegidos dos corruptos "maus" costumes dos nativos subalternos.
Finalmente derrotadas pela força militar dos EUA e ondas contínuas de colonos invasores, as tribos negociaram acordos para reassentar as reservas. Os nativos americanos acabaram com um total de mais de 155×106 acres (630,000 km2)   de terra, variando de desertos áridos a terras agrícolas de primeira linha.
Com o Senado dos Estados Unidos envolvido apenas na negociação e ratificação de tratados, os nativos americanos ajustaram seus modos de vida e tentaram continuar suas tradições. A tribo era vista como um grupo altamente coeso, liderado por um chefe hereditário escolhido, que exercia poder e influência entre os membros da tribo por meio de tradições envelhecidas.
Essa era a crença entre as pessoas que os admiravam, bem como as pessoas que pensavam que precisavam deixar para trás suas propriedades tribais, reservas, tradições e, em última instância, suas identidades indígenas.
Em 8 de fevereiro de 1887, a Lei de Atribuição de Dawes foi transformada em lei pelo presidente Grover Cleveland . Responsável por decretar a distribuição das reservas tribais em lotes de terras para famílias individuais, a Lei Dawes foi planejada pelos reformadores para atingir seis objetivos:
- separação das tribos como uma unidade social,
- encorajando iniciativas individuais,
- promovendo o progresso dos fazendeiros nativos,
- reduzindo o custo da administração nativa,
- garantir partes das reservas como terras indígenas, e
- abrindo o restante da terra para colonos brancos para lucro.[22]

Os nativos americanos possuíam ideologias específicas relativas à terra tribal; para eles, a terra e a terra eram coisas a serem valorizadas e cuidadas, representavam as plantas e animais que produziam e sustentavam a vida, personificavam sua existência e identidade e fazia parte de seu ambiente de pertencer.
Porém, muitos nativos deveriam adotar os valores da sociedade dominante e ver a terra como um bem a ser comprado e desenvolvido; aprenderam a usar suas terras com eficácia para se tornarem agricultores prósperos. Ao serem introduzidos como cidadãos do país, eles abandonariam seus discursos e ideologias que se presumiam não civilizados e os trocariam por outros que lhes permitissem tornar-se cidadãos autossuficientes e industriosos e, finalmente, se livrarem de sua "necessidade "para supervisão governamental.

## Disposições da Lei Dawes
As disposições importantes da Lei Dawes foram:
1. Um chefe de família receberia uma concessão de 160 acres (65 ha), uma pessoa solteira ou órfã com mais de 18 anos receberia uma concessão de 80 acres (32 ha), e pessoas com menos de 18 anos receberiam 40 acres (16 ha) cada um;
2. as cotas seriam mantidas sob custódia do governo dos Estados Unidos por 25 anos;
3. Os nativos americanos elegíveis tiveram quatro anos para selecionar suas terras; depois, a seleção seria feita pelo Secretário do Interior.[26]

Todo nativo americano que recebe uma parcela de terra "e adotou os hábitos de vida civilizada" (viveu separado e separado da tribo) é conferido com a cidadania dos Estados Unidos "sem de forma alguma prejudicar ou afetar o direito de qualquer nativo americano de propriedade tribal ou outra".
O Secretário do Interior poderia emitir regras para assegurar a distribuição igualitária de água para irrigação entre as tribos, e desde que "nenhuma outra apropriação ou concessão de água por qualquer proprietário ribeirinho seja autorizada ou permitida em prejuízo de qualquer outro proprietário ribeirinho."
A Lei Dawes não se aplica ao território de:
- Cherokee, Creek, Choctaw, Chickasaw, Seminole, Miami e Peoria no Território Indígena
- Osage, Sac e Fox no Território de Oklahoma
- qualquer uma das reservas do Seneca Nation of New York, ou
- uma faixa de território no estado de Nebraska adjacente à Nação Sioux
- Reserva Red Lake Ojibwe
- A tribo Osage de Oklahoma

As disposições foram posteriormente estendidas às tribos Wea, Peoria, Kaskaskia, Piankeshaw e Western Miami por ato de 1889. A distribuição das terras dessas tribos foi determinada pela Lei de 1891, que ampliou as disposições da Lei Dawes.

### Emendas da Lei Dawes de 1891
Em 1891, a Lei Dawes foi alterada:
- Permitida a distribuição pro-rata quando a reserva não tinha terra suficiente para que cada indivíduo recebesse cotas nas quantidades originais, e desde que, quando a terra fosse adequada apenas para pastagem, essa terra fosse repartida em quantidades duplas[33]
- Critérios estabelecidos para herança[34]
- Não se aplica ao Cherokee Outlet[35]

### Disposições da Lei Burke
A Lei Burke de 1906 emendou as seções da Lei Dawes que tratam da Cidadania dos Estados Unidos (Seção 6) e o mecanismo de emissão de cotas.

## Efeitos

### Identidade e destribalização
Aqueles que foram rotulados de "sangue mestiço" foram "doados por títulos maiores e melhores, com 'patentes simples' (controle total), mas também foram forçados a aceitar a cidadania americana e renunciar ao status tribal".
Além disso, os nativos americanos que não "atendiam aos critérios estabelecidos" como sendo de "sangue puro" ou "sangue misto" foram efetivamente "destribalizados", sendo "destituídos de sua identidade indígena americana e deslocados de suas terras natais, descartados no nebulosa da alteridade americana." Embora a Lei Dawes seja "tipicamente reconhecida" como a "instigação primária de divisões entre índios tribais e destribalizados", a história da destribalização nos Estados Unidos "na verdade precede Dawes".

### Perda de terra
A Lei Dawes acabou com a posse comunal de propriedade dos índios americanos (com as terras de cultivo muitas vezes sendo de propriedade privada de famílias ou clãs), pela qual eles garantiram que todos tivessem uma casa e um lugar na tribo. O ato "foi o culminar das tentativas americanas de destruir as tribos e seus governos e de abrir as terras indígenas ao assentamento de não-nativos americanos e ao desenvolvimento por ferrovias". Terras pertencentes a nativos americanos diminuíram de 138×106 acres (560,000 km2)   em 1887 a 48×106 acres (190,000 km2) em 1934. Cerca de 90.000 nativos americanos ficaram sem terra.

### Cultura e papéis de gênero
Incluídos na Lei Dawes estavam "fundos para instruir os nativos americanos nos padrões euro-americanos de pensamento e comportamento por meio de escolas de serviço aos índios".
Ao dividir as terras da reserva em parcelas de propriedade privada, os legisladores esperavam completar o processo de assimilação forçando os nativos americanos a adotar famílias individuais e fortalecer a família nuclear e os valores da dependência econômica estritamente dentro desta pequena unidade familiar. Como resultado, "eles promoveram os casamentos cristãos entre os indígenas, forçaram as famílias a se reagrupar sob chefes masculinos (uma tática muitas vezes imposta pela mudança de nome) e treinaram os homens em ocupações assalariadas enquanto encorajavam as mulheres a apoiá-los em casa por meio de atividades domésticas".

### Redução de soberania
As terras distribuídas aos nativos americanos determinados como incompetentes pelo Secretário do Interior foram automaticamente alugadas pelo governo federal. O ato diz:
Era de conhecimento do Departamento do Interior que praticamente 95% dos terrenos patenteados seriam eventualmente vendidos aos brancos.

## Críticas
Angie Debo 's, And Still the Waters Run: A Traição das Cinco Tribos Civilizadas (1940), reivindicou a política de distribuição da Lei Dawes (como mais tarde estendida para ser aplicada às Cinco Tribos Civilizadas através da Comissão Dawes e da Lei Curtis de 1898) foi sistematicamente manipulado para privar os nativos americanos de suas terras e recursos. Ellen Fitzpatrick afirmou que o livro de Debo "avançou uma análise esmagadora da corrupção, depravação moral e atividade criminosa que sustentava a administração branca e a execução da política de distribuição".